# Jan de Matha
Jan de Matha, Jan z Mathy lub z Maty (ur. 23 czerwca 1150 w Faucon, zm. 17 grudnia 1213 w Rzymie) – założyciel Zakonu Przenajświętszej Trójcy od Wykupu Niewolników.
Urodził się w Faucon w Prowansji. Studiował początkowo w Aix-en-Provence, później w Paryżu, gdzie związany był z Opactwem Kanoników Regularnych Św. Wiktora.
W 1193 roku Jan założył nowe stowarzyszenie zakonne. Był to pierwszy zakon redempcyjny – związany z wyzwalaniem chrześcijan, którzy zostali wzięci do niewoli przez Arabów podbijających Afrykę Północną. W 1198 r. papież Innocenty III wydał bullę, która aprobowała założony przez Jana zakon i jego regułę.
Kult Jana de Matha zatwierdzono w 1666 r. przez „kanonizację równoważną”.
Wspomnienie liturgiczne obchodzone jest w dies natalis.